# Номерні знаки Словенії

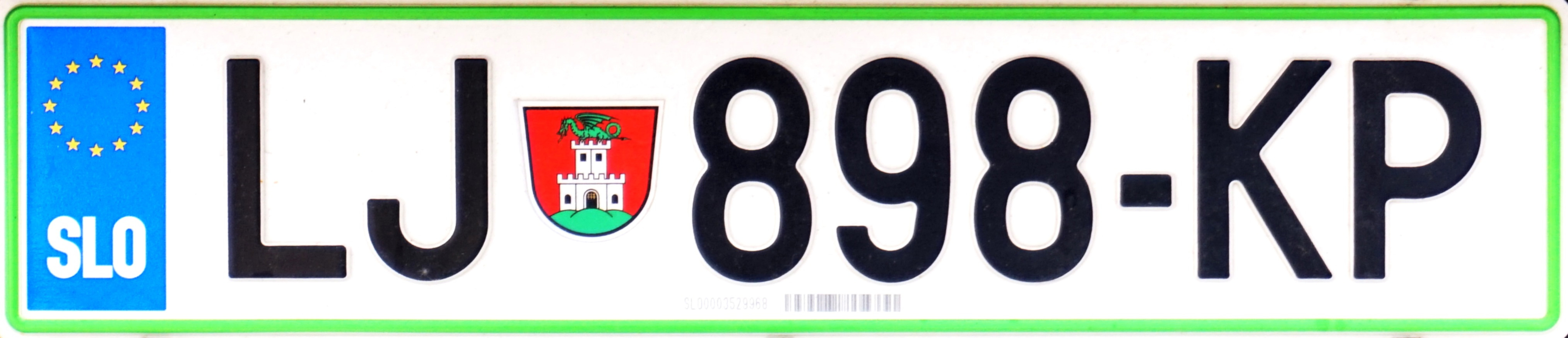
Номерний знак зразка 2008 року

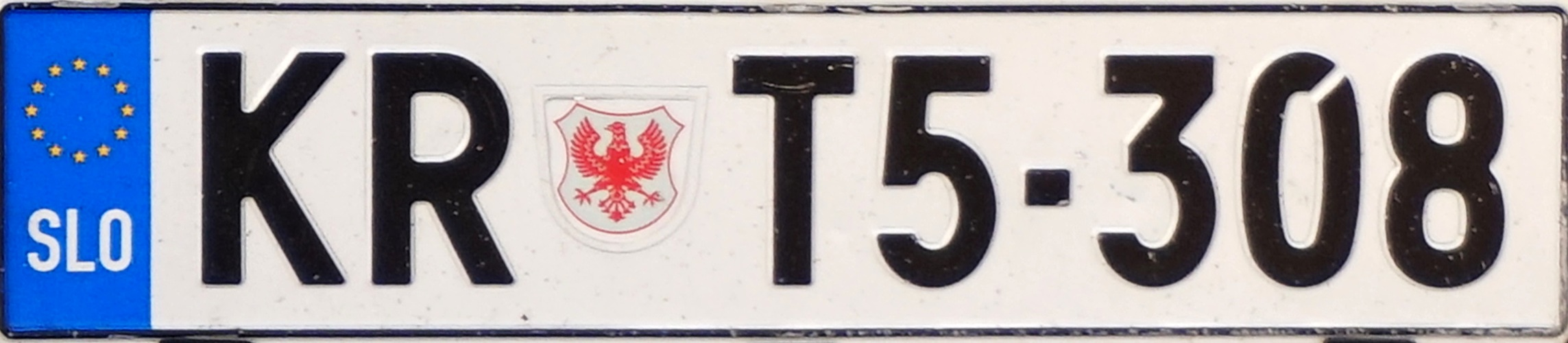
Серія 2004—2008 років

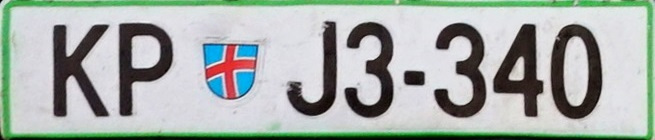
Серія 1992—2004

Автомобільні номерні знаки Словенії використовуються для реєстрації транспортних засобів в Словенії. Вони використовуються для перевірки законності використання, наявності страхування та ідентифікації транспортних засобів.
Номерні знаки виготовлені з металу. Ліворуч — синя смуга ЄС (використовується з 2004 року). Текст написаний чорними літерами на білому тлі в шрифті «Helvetica». 

## Коди номерних знаків

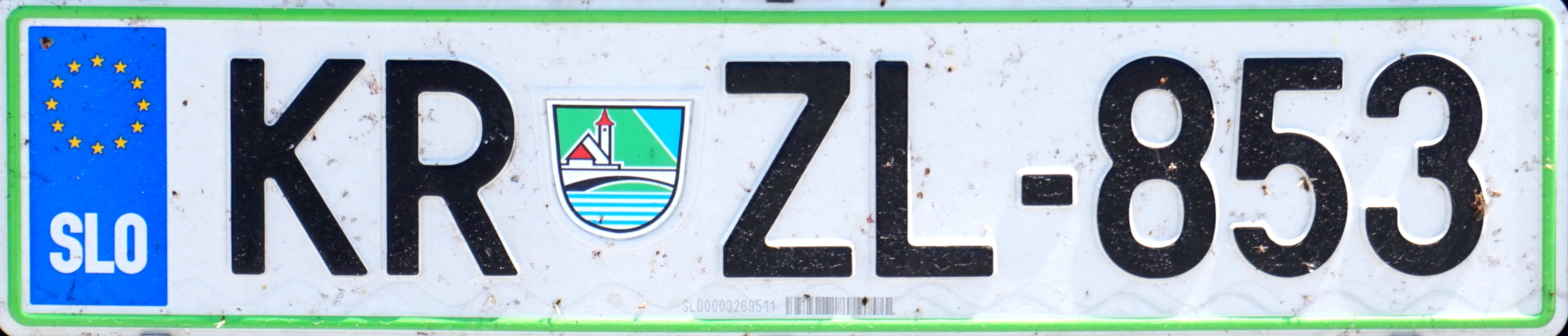
Номерний знак з додатково розміщеним гербом общини Бохінь

Перші дві літери вказують на приналежність до регіону. Далі — герб міста, який є центром округу реєстрації та його код і серія номера.
У Словенії є 11 областей реєстрації, які позначені на знаках кодом з двох літер. За часів Югославії їх було 8.
Герб адміністративної одиниці — це наклейка, яку можна придбати окремо як заміну зношених існуючих наклейок.

### Целє (CE)
| Адміністративна одиниця | Приклад |
| ----------------------- | ------- |
| Целє                    |         |
| Лашко                   |         |
| Мозирє                  |         |
| Словенське Коніце       |         |
| Шентюр                  |         |
| Шмарє-при-Єлшах         |         |
| Веленє                  |         |
| Жалець                  |         |

### Нова Гориця (GO)
| Адміністративна одиниця | Приклад |
| ----------------------- | ------- |
| Айдовщина               |         |
| Ідрія                   |         |
| Нова Гориця             |         |
| Толмин                  |         |

### Кршко (KK)
| Адміністративна одиниця | Приклад |
| ----------------------- | ------- |
| Брежиці                 |         |
| Кршко                   |         |
| Севниця                 |         |

### Копер (KP)
| Адміністративна одиниця | Приклад |
| ----------------------- | ------- |
| Ілірська Бистриця       |         |
| Ізола (Словенія)        |         |
| Копер                   |         |
| Піран                   |         |
| Сежана                  |         |

### Крань (KR)
| Адміністративна одиниця | Приклад |
| ----------------------- | ------- |
| Єсениці                 |         |
| Крань                   |         |
| Радовлиця               |         |
| Шкофя-Лока              |         |
| Тржич                   |         |

### Любляна (LJ)
| Адміністративна одиниця | Приклад |
| ----------------------- | ------- |
| Церкниця                |         |
| Домжале                 |         |
| Гросуплє                |         |
| Храстник                |         |
| Камник                  |         |
| Кочев'є                 |         |
| Литія                   |         |
| Любляна                 |         |
| Логатець                |         |
| Рибниця                 |         |
| Трбовлє                 |         |
| Врхника                 |         |
| Загор'є-об-Сави         |         |

### Марибор (MB)
| Адміністративна одиниця | Приклад |
| ----------------------- | ------- |
| Ленарт                  |         |
| Марибор                 |         |
| Ормож                   |         |
| Песниця                 |         |
| Птуй                    |         |
| Руше                    |         |
| Словенська Бистриця     |         |

### Мурська Собота (MS)
| Адміністративна одиниця | Приклад |
| ----------------------- | ------- |
| Горня Радгона           |         |
| Лендава                 |         |
| Лютомер                 |         |
| Мурська Собота          |         |

### Ново Место (NM)
| Адміністративна одиниця | Приклад |
| ----------------------- | ------- |
| Чрномель                |         |
| Метлика                 |         |
| Ново Место              |         |
| Требнє                  |         |

### Постойна (PO)
| Адміністративна одиниця | Приклад |
| ----------------------- | ------- |
| Постойна                |         |

### Словень Градець (SG)
| Адміністративна одиниця | Приклад |
| ----------------------- | ------- |
| Дравоград               |         |
| Радлє-об-Драві          |         |
| Равне-на-Корошкем       |         |
| Словень Градець         |         |

## Спеціальні номерні знаки

### Персональні
Номерні знаки та літери в діапазоні від трьох до шести символів доступні в реєстраційних знаках з вибраною частиною маркування. Комбінація повинна містити принаймні одну літеру і може мати не більше одного тире. Зафіксовані тільки позначення зони реєстрації та герба.

### Тимчасові
Тимчасові номерні знаки містять червону спливаючу смужку з літерами PR, які відображаються у вертикальній послідовності для коду регіону реєстрації.

### Транзитні
Реєстраційні знаки транспортного засобу для експорту та імпорту мають жовтий колір і відмітку на правому краю місяця і року, в якому закінчується термін дії дозволу на дорожній рух.

### Армії та поліції
Знаки словенської поліції мають блакитну смугу та сині літери на білому тлі. Замість коду та герба регіону вони позначені літерою Р і знаком поліцейської форми Словенії. Реєстраційний знак складається з п'яти цифр, перші дві — поліцейська адміністрація, що належить транспортному засобу. 
Транспортні засоби словенської армії замість географічних позначень мають літери SV і емблему збройних сил Словенії. Машини на полі бою мають реєстраційний код, написаний білими цифрами і білою облямівкою на передній і задній частинах транспортних засобів. Числову частину мітки можна повторити на бічних поверхнях. Невійськові військові машини спеціального призначення та причепи мають оливково-зелені номерні знаки з білою облямівкою і знаками.

### Дипломатичні
Транспортні засоби дипломатичних і консульських представництв замість регіонального коду і герба містять написи про діяльність представництва або статус осіб у цих представництвах, які мають зелений колір. Позначення діяльності супроводжується кодом країни, з якого розташоване представництво, та реєстраційним номером.
- Код CMD (Chef de Mission Diplomatique) використовується для автомобілів, що належать дипломатичній місії або представництву міжнародної організації, що використовується керівником дипломатичної місії або представництвом міжнародної організації.
- Код CD (Corps Diplomatique) вказує на інші транспортні засоби, що належать дипломатичним представництвам або представництв міжнародних організацій в Республіці Словенії та їх співробітників, які мають дипломатичний статус.
- Код CC (Corps Consulaire) позначає транспортні засоби, що належать консульським представництвам або консульським посадовим особам.
- Код М використовується для транспортних засобів, що належать представникам представництва без дипломатичного статусу (працівникам адміністративного або технічного характеру в дипломатичному чи консульському представництві та представництві міжнародної організації в Словенії).[1]